# Jacob Cohen (statisticien)
Jacob Cohen (20 avril 1923 – 20 janvier 1998) est un statisticien américain et psychologue. Il est connu pour son travail sur la puissance statistique et sur la taille d'effet qui contribue à jeter les bases d'une méta-analyse statistique actuelle, et les méthodes statistiques d'estimation. Il a donné son nom au Kappa de Cohen et d de Cohen.
Il obtient son doctorat en psychologie clinique à l'université de New York en 1950. Entre 1959 et sa retraite en 1993, il travaille dans le département de psychologie de cette université. Il est à la tête du groupe de psychologie quantitative.